# Bernard Brown
Bernard Brown (ur. 6 grudnia 1917 w Stratford, zm. 2017) – nowozelandzki porucznik-pilot wojskowy, w momencie poprzedzającym śmierć był ostatnim żyjącym Nowozelandczykiem, który brał udział w bitwie o Anglię.

## Życiorys
Jako nastolatek pracował na poczcie. W 1938 wstąpił do wojska. Od stycznia 1939 odbywał szkolenie wojskowe w Wielkiej Brytanii, zaś po jej przystąpieniu do II wojny światowej został członkiem 613. Eskadry RAF-u. Po szkoleniu służył w 610., a następnie 72. Eskadrze RAF. Brał udział w bitwie o Anglię. 23 września 1940 został zestrzelony przez Messerschmitta Bf 109 (samolot opuścił skacząc ze spadochronem). Po kuracji odbył kurs instruktorski, a następnie przez dwa lata szkolił pilotów w Rodezji. Od 1943 służył w Dowództwie Lotnictwa Transportowego w Wielkiej Brytanii, zaś od 1944 w British Overseas Airways Corporation. Po zakończeniu wojny pracował do 1972 jako pilot w British European Airways. Po przejściu na emeryturę wrócił do Nowej Zelandii. Był dwukrotnie żonaty, miał troje dzieci.